# Kasteel Boxmeer

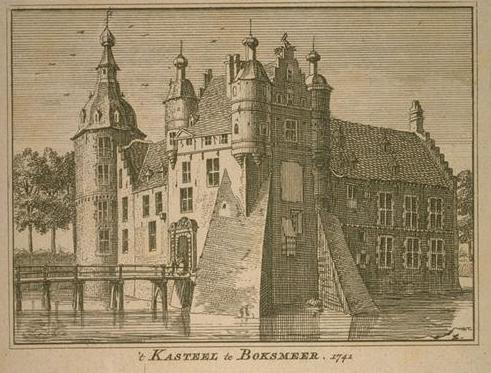
Prent, kasteel rond 1742

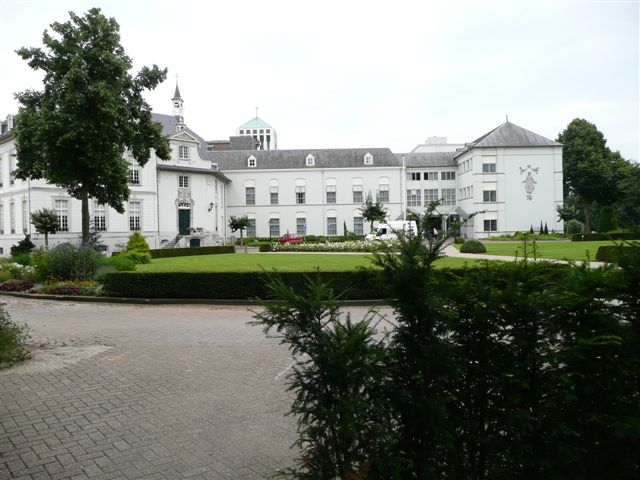
Het huidige kasteel

Kasteel Boxmeer is een van oorsprong 13e-eeuws kasteel in de plaats Boxmeer, in de Nederlandse provincie Noord-Brabant. Het ligt op een voormalig eiland aan de Maas.
Aan de oprijlaan staat de Nepomukkapel met daar tegenover de Protestantse kerk.

## Geschiedenis
De precieze bouwdatum van het oorspronkelijke kasteel is onbekend. Eind dertiende eeuw koos Jan Boc I, heer van Boxmeer, partij voor de graaf van Gelre. Om die reden wordt de burcht ('Boc-huys') in de jaren 1284/1285 verwoest door graaf Floris V van Holland. Voorts wordt het kasteel vermeld in 1365. De toenmalige heer, Peter van Culemburg, was leenman geweest van de Hertog van Gelre en had voor hem oorlog tegen de Hertog van Brabant gevoerd. Deze had in 1365 het kasteel afgebroken en zich daarna met Peter verzoend. De betreffende oorlog werd gevoerd door Hertog Wenceslaus van Brabant tegen Eduard van Gelre, die zijn met de familie van de hertogen van Brabant aangetrouwde broer Reinoud III van Gelre had afgezet. Kort na 1365 werd het kasteel weer opgebouwd.
Hierna volgt een opeenvolging van heren en vrouwen van Boxmeer, doch dan vangen de troebelen van de Tachtigjarige Oorlog aan en in 1568 werd het kasteel door Alva verbeurdverklaard. Er kwam een koninklijk garnizoen, maar in 1572 gaf Alva opdracht dat men het kasteel zoude demolieren ende demantelieren, omdat zulks goedkoper was dan de troepen te handhaven. Het kasteel werd deels verwoest. Later nam de heer Frederik van den Bergh de overblijfselen van het kasteel in, waarop het nog werd belegerd door zijn broer, de hervormde graaf Willem IV van den Bergh. Deze nam het in 1577 en aldus kwam het in Staatse handen. De Staatse troepen plunderden in de omgeving en in 1583 werd het kasteel opnieuw belegerd. In 1584 koos Willem weer de Spaanse zijde. De situatie bleef onduidelijk totdat, na 1656, Staatse troepen in Boxmeer werden gelegerd om de Spaanse troepen te verdrijven.
In 1780 werd besloten om het grootste deel van het kasteel, dat bouwvallig was geworden, te slopen. Ook de binnengracht werd gedempt. In 1782 werden twee nieuwe vleugels aan het kasteel gebouwd.
De heren en vrouwen van Boxmeer kwamen nog maar zelden op het kasteel, en in 1797 werd de heerlijkheid Boxmeer bij Frankrijk ingelijfd en het kasteel verbeurdverklaard. In 1800 kwam de heerlijkheid bij de Bataafse Republiek. Het kasteel met deszelfs ap- en dependentiën werd in 1806 verkocht aan Leopold van Sasse van Ysselt (1778-1844), inclusief de tribuunbank, die de heer in de parochiekerk van Boxmeer bezat. Toen werd het kasteel gedeeltelijk afgebroken, waarbij de 18e-eeuwse gebouwen behouden bleven.
In 1897 werd het kasteel verkocht aan de zusters van Julie Postel, die op het terrein van het kasteel een ziekenhuis vestigden, waardoor het kasteel in 1923 vergezeld werd van moderne aanbouwen. Bij de bouw daarvan werden onderaardse gangen gevonden. In 1948 werd de oorlogsschade, die in 1944 was ontstaan, hersteld. Toen in Boxmeer een nieuw ziekenhuis kwam, werd op het kasteelterrein het verpleeghuis Madeleine gevestigd. Dit verhuisde naar een nieuwe complex aan de Oeffeltseweg, waarna in het complex van de zusters het huidige woonzorgcentrum Sint Anna werd gevestigd.
Naast de zusters van Julie Postel zijn tegenwoordig ook enige zusters en broeders van andere congregaties in het complex ondergebracht.

## Gebouw
De vleugel waarin de 17e-eeuwse ridderzaal met het bijzondere stucplafond zich bevindt, bleef behouden. Het stucplafond is ontworpen door Hanning en is vervaardigd in 1686. Ook zijn er enige kamers in Lodewijk XVI-stijl, gebouwd in opdracht van Maria Johanna von Hohenzollern. Verder is er nog een trappenhuis met een mooie gesneden trap.

## Kasteelmuseum Julie Postel
In het souterrain in het oude deel van het kasteel (aan de Veerstraat 49) is thans een kasteelmuseum gehuisvest. Het museum stelt tekeningen en maquettes tentoon, die de geschiedenis van het gebouw en zijn bewoners in beeld brengen. Tot het eind van de 18e eeuw werd de heerlijkheid Boxmeer bestuurd door leden van de adellijke families Van den Bergh en (later) Von Hohenzollern-Sigmaringen. Het latere gebruik als zieken- en later verpleeghuis door de Congregatie van de Zusters van Julie Postel wordt getoond aan de hand van onder meer een 19e-eeuwse ziekenkamer, relikwieën, habijten, geschriften en plaatjes.
Aldendriel · Asten · Barendonk · De Blauwe Kamer · Blokhuis te Leensel · Blokhuis te Liessel · Blokhuis op Ter Vloet · Bokhoven · Bouvigne · Bronkhorst · Boxmeer · Breda · Kasteel Croy · Cranendonck · De Donk (Someren) · Dommelrode · Dussen · Eckart · Eikenlust · Emmaus · Eymerick · Frisselstein · Gageldonk · Geldrop · Gemert · Groot Kasteel · Klein Kasteel · Groenendaal · De Hattert · Heeswijk · Heeze · Helmond · Henkenshage · Hooghuis op de Schouw · De Laar · Loon op Zand · Markiezenhof · Het Makken · Maurick · Meeuwen · Mierlo · Muggenheuvel · Nemerlaer · Nieuw-Herlaar · Nieuwenroy · Oijen · Onsenoort · Het Oortje · Oud Beijsterveld · Oud-Herlaar · 't Oude Huys · Rijswijk · Seldensate · Slotjes van Oosterhout · Soeterbeek · Stakenborch · Stapelen · Strijdhoef · Strijen · Tilburg · Paleis-Raadhuis · Tongelaar · Walstein · Wamberg · Het Witte Kasteel · Wouw · Zuidewijn · Zwijnsbergen